# Senegal na Letnich Igrzyskach Olimpijskich 1964
Senegal na Letnich Igrzyskach Olimpijskich 1964 reprezentowało 12 zawodników (wszyscy mężczyźni). Wszyscy zawodnicy startowali tylko w konkurencjach lekkoatletycznych. Reprezentanci Senegalu nie zdobyli żadnego medalu na tych igrzyskach.

## Skład kadry

### Lekkoatletyka
Mężczyźni
Konkurencje biegowe
| Zawodnik                                                            | Konkurencja        | Eliminacje | Eliminacje | Ćwierćfinał   | Ćwierćfinał   | Półfinał      | Półfinał      | Finał          | Finał          |
| Zawodnik                                                            | Konkurencja        | Wynik      | Miejsce    | Wynik         | Miejsce       | Wynik         | Miejsce       | Wynik          | Miejsce        |
| ------------------------------------------------------------------- | ------------------ | ---------- | ---------- | ------------- | ------------- | ------------- | ------------- | -------------- | -------------- |
| Bassirou Doumbia                                                    | 100 m              | 11,0       | 5.         | Nie awansował | Nie awansował | Nie awansował | Nie awansował | Nie awansował  | Nie awansował  |
| Abdoulaye N’Diaye                                                   | 100 m              | 11,0       | 6.         | Nie awansował | Nie awansował | Nie awansował | Nie awansował | Nie awansował  | Nie awansował  |
| Alioune Sow                                                         | 200 m              | 21,9       | 5.         | Nie awansował | Nie awansował | Nie awansował | Nie awansował | Nie awansował  | Nie awansował  |
| Amadou Gakou                                                        | 400 m              | 50,1       | 7.         | Nie awansował | Nie awansował | Nie awansował | Nie awansował | Nie awansował  | Nie awansował  |
| Mamadou Sarr                                                        | 400 m przez płotki | 53,2       | 6.         |               |               | Nie awansował | Nie awansował | Nie awansował  | Nie awansował  |
| Malang Mané Bassirou Doumbia Malick Diop Alioune Sow                | sztafeta 4 × 100 m | 40,55      | 4.         |               |               | 40,26         | 6.            | Nie awansowali | Nie awansowali |
| Daour M’baye Guèye Daniel Thiaw Mamadou N’Diaye Papa M’Baye N’Diaye | sztafeta 4 × 400 m | 3:12,5     | 6.         |               |               |               |               | Nie awansowali | Nie awansowali |

Konkurencje techniczne
| Zawodnik    | Konkurencja | Kwalifikacje | Kwalifikacje | Finał | Finał   |
| Zawodnik    | Konkurencja | Wynik        | Miejsce      | Wynik | Miejsce |
| ----------- | ----------- | ------------ | ------------ | ----- | ------- |
| Mansour Dia | trójskok    | 15,84        | 10.          | 15,44 | 13.     |